# Ратлеџ (Мисури)
Ратлеџ (енгл. Rutledge) град је у америчкој савезној држави Мисури.

## Демографија
По попису из 2010. године број становника је 109, што је 6 (5,8%) становника више него 2000. године.
| Група             | 2000.        | 2010.       |
| Белци             | 103 (100,0%) | 108 (99,1%) |
| Афроамериканци    | 0 (0,0%)     | 0 (0,0%)    |
| Азијати           | 0 (0,0%)     | 0 (0,0%)    |
| Хиспаноамериканци | 0 (0,0%)     | 1 (0,9%)    |
| Укупно            | 103          | 109         |